# La Paz FC
La Paz Fútbol Club, oftast enbart La Paz FC, är en fotbollsklubb från huvudstaden i Bolivia, La Paz. Klubben bildades den 30 maj 1989 och spelar sina hemmamatcher på Estadio Cosmos79 som tar cirka 4 000 åskådare vid fullsatt och ligger i kommunen El Alto strax utanför La Paz. La Paz FC spelar även ibland på Estadio Hernando Siles som tar 42 000 personer vid fullsatt.